# Matthias Storme
Pour les articles homonymes, voir Storme.
Matthias Edward Storme, né à Gand (Belgique) le 8 juillet 1959, est un juriste et penseur libéral-conservateur belge.

## Famille
Il est né d'une famille de notables catholiques de Gand. Son grand-père maternel était le ministre d'État August De Schryver (1898-1991, qui fut ministre dans le gouvernement belge en exil à Londres pendant la Deuxième Guerre mondiale), son grand-père paternel le professeur Jules Storme (Université de Gand) et son père Marcel Storme (né en 1930), professeur émérite à la Faculté de droit de l'Université de Gand (droit de la procédure) et ancien sénateur chrétien-démocrate.

## Études
Matthias Storme fait ses études secondaires (les humanités gréco-latines) au collège Sainte-Barbe de Gand. 
Études de droit et de philosophie à l'UFSIA (1976-1978) et à l'Université catholique de Leuven (1978-1981).
Licencié en droit (magna cum laude) et Baccalauréat en philosophie (cum laude) à l'Université catholique de Leuven, études à l'Université Yale (M.A. Philosophy 1982), à l'Université de Bologne et à l'institut Max Planck pour le droit privé international et étranger (Max-Planck-Institut für internationales und ausländisches Privatrecht) à Hambourg. Docteur en droit 1989 sur une thèse concernant l'influence du principe de bonne foi en matière contractuelle (directeur de thèse: prof. Walter Van Gerven).

## Vie professionnelle
Storme est avocat au barreau de Bruxelles, professeur extraordinaire à la Katholieke Universiteit Leuven et à l'Université d'Anvers. Il enseigne le droit civil, la procédure civile, le droit comparé et européen, ainsi que la religion et l'idéologie comparées.
Il était (1995) président du "Vlaams Pleitgenootschap bij de balie te Brussel" (Jeune barreau flamand de Bruxelles), de 1996 à 1998 membre du Conseil de l'Ordre néerlandais des avocats de Bruxelles et de 1998 à 2000 membre de l'assemblée générale de l'Association des barreaux flamands (maintenant Ordre des barreaux flamands).
Il a trois fois eu l'occasion de prononcer le discours de rentrée du barreau, en 1991 à Bruxelles, en 2000 à Malines et en 2007 à Audenaerde. Le discours de rentrée à Audenaerde traitait de la légitimation des révolutions et sécessions dans l'histoire.

## Vie associative et politique
De 1996 à 2004  était président national du Verbond der Vlaamse Academici et de 1996 à 2000 président de l'Overlegcentrum voor Vlaamse Verenigingen. Il est président de l'Ordre du Lion flamand (Orde van de Vlaamse Leeuw) et membre du "Orde van den Prince" et du "Marnixring".

## Distinctions et récompenses
En 2000 il a reçu le Prix André Demedts.
Le 27 janvier 2005 il a reçu le Prijs voor de Vrijheid (en) (prix de la liberté) du think tank libertarian Nova Civitas (en) pour sa défense continue de la liberté d'expression. À cette occasion, il a prononcé le discours Gustave de Molinari sous le titre La liberté la plus fondamentale : la liberté de discriminer.
Le 5 février 2006 il a été reçu dans le Sénat d'honneur du mouvement européen BVSE/UEF et y a tenu le discours : Les valeurs européennes : protégez-les contre les valeurs de la Constitution européenne.

## Activités académiques
Matthias Storme publie surtout en droit privé et essaye d'enrichir le droit belge avec des éléments tirés du droit comparé. 
Il a publié également des textes de théorie et philosophie du droit, notamment concernant l'évolution du droit, notamment à travers la jurisprudence, et concernant la juridiciarisation de la société, des contributions au droit comparé et des articles en droit constitutionnel. 
Depuis 1992 jusqu'à la fin des travaux il était membre de la Commission européenne du droit des contrats (Commission-Lando). Depuis 2000 il est membre du "Study Group on a European Civil Code" et du Groupe Acquis. Ces deux groupes de recherche rédigent un projet de "Cadre commun de référence" pour un droit des obligations européen. Storme est membre du Comité central de rédaction composé de 10 professeurs de droit. Une version provisoire du projet a été publiée le 1er janvier 2008.
Il fait partie dès le début du projet de droit comparé Trento common core project, guidé par  Ugo Mattei (Turin) et Mauro Bussani (Trente).
Il est rédacteur en chef de la Revue européenne de droit privé, fondée en 1991 et rédacteur du Tijdschrift voor Privaatrecht.